# Helene Odenjung

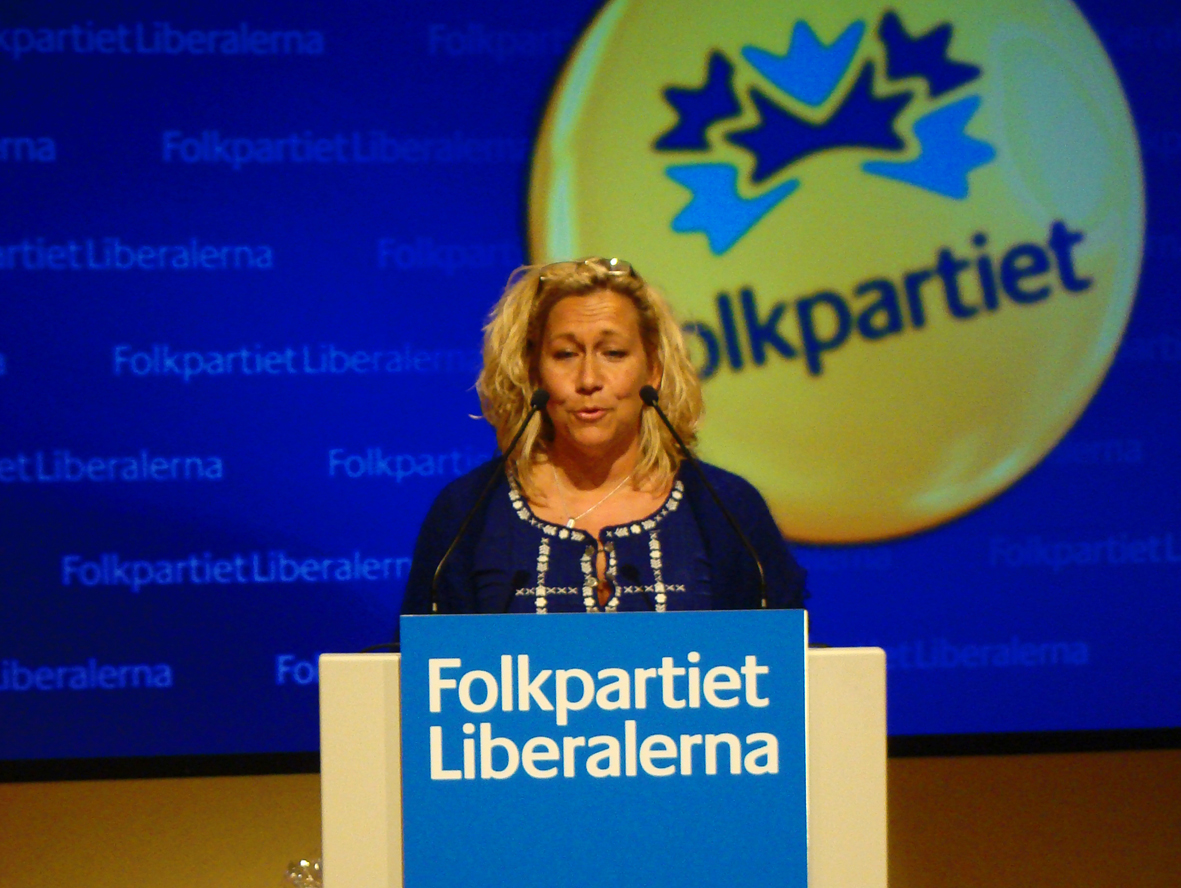
Helene Odenjung vid Folkpartiet liberalernas landsmöte i Växjö 2009.

Kerstin Helene Odenjung, född 27 maj 1965 i Sundsvall, är en svensk politiker (liberal). Hon är ledamot i Liberalernas partistyrelse och var kommunalråd i Göteborgs kommun 2003–2020. Hon är även ledamot i styrelsen för Sveriges Kommuner och Regioner.

## Biografi
Odenjung började arbeta politisk som elevfackligt aktiv i SECO på distrikts- och förbundsnivå mellan 1980 och 1983. År 1989 blev hon ledamot av förbundsstyrelsen i Folkpartiets ungdomsförbund (FPU) och ordförande för lokalföreningen i Göteborg. Mellan 1991 och 1993 var hon förste vice förbundsordförande i Liberala Ungdomsförbundet (LUF).
Odenjung valdes in i kommunfullmäktige i Göteborg 1991 och blev samtidigt ledamot av utbildningsnämnden.
Fram till 2002 arbetade hon som skeppsmäklare och var politiker på fritiden, men i och med valframgången 2002 blev hon förtroendevald på heltid och tjänstledig från sitt arbete.
Hon blev då kommunalråd och ledamot av Göteborgs kommunstyrelse 2003, då hon också valdes in som ledamot i Folkpartiet liberalernas partistyrelse. Hon blev sedermera ledamot av partiledningen och valdes 2007 till partiets andre vice ordförande. Mellan 2010 och 2019 var hon förste vice partiordförande i liberalerna, och hon har därefter varit ledamot av Liberalernas partistyrelse.
Efter att Alliansen vunnit  makten i kommunen var hon 2019–2020 kommunstyrelsens förste vice ordförande i Göteborg, och kommunalråd med ansvar för förskola, grundskola, gymnasieskola och arbetsmarknad samt jämställdhet. I juni 2020 meddelade hon att hon tänkte avgå som kommunalråd vid årsskiftet.

### Familj
Odenjung är gift och har tre barn.